# Да Вилла, Марко
Марко Да Вилла (итал. Marco Da Villa, родился 30 мая 1975 года в Венеции) — итальянский политик, депутат Палаты депутатов Италии от Движения пяти звёзд.

## Биография
Получил образование в области экономики и управления, служащий по профессии. Избран в Палату депутатов 19 марта 2013 года по итогам парламентских выборов от VIII избирательного округа Венето 2. С 19 июля 2013 года — член X комиссии (по производственной деятельности, торговле и туризму). Также с 7 мая того же года — член парламентской комиссии по вопросам упрощения.